# Euredit
Euredit va ser una editorial catalana en llengua castellana, situada a Barcelona, activa entre 1969 i 1975.
Euredit va començar editant la continuació de la col·lecció de novel·les d'espionatge B.A.N.G. (Bringer Advice Nomenclatura Gemini) d'Antonio Viader, després que aquest hagués abandonat l'editorial Ferma. Un any després, va començar a editar còmics per a joves (Històries de l'Oest de Bonelli i Missió Imposible de Fleetway) i nens (adaptacions de personatges cinematogràfics com a Laurel i Hardy i televisius com Calimero o Casper). També va llançar una col·lecció de llibres de terror amb el títol de "Fetitxe". A partir de 1973 va editar col·leccions d'humor més adult: Segle XX, on sota la coordinació d'Antonio Martín va aparèixer per primera vegada el Superlópez de Jan, i la revista "Mad" amb el títol de Locuras.